# طحلب ترنتبول
طحلب ترنتبول (الاسم العلمي:Trentepohlia) هو جنس من الطحالب الخضراء يتبع فصيلة طحالب ترنتبول من رتبة طحلبيات ترنتبول.